# Paradrymonia aurea
Paradrymonia aurea är en tvåhjärtbladig växtart som beskrevs av Wiehler. Paradrymonia aurea ingår i släktet Paradrymonia och familjen Gesneriaceae. Inga underarter finns listade i Catalogue of Life.